# Évariste Boulay-Paty
 (avril 2009).
Si vous disposez d'ouvrages ou d'articles de référence ou si vous connaissez des sites web de qualité traitant du thème abordé ici, merci de compléter l'article en donnant les références utiles à sa vérifiabilité et en les liant à la section « Notes et références ».
Pour les articles homonymes, voir Boulay et Paty.
Évariste Boulay-Paty, né à Donges le 10 octobre 1804 et mort à Paris le 7 juin 1864, est un poète romantique français.

## Biographie
Fils de Pierre-Sébastien Boulay-Paty, commissaire national à Paimbœuf et député de la Loire-Inférieure, et de Rose Halgan, Évariste Boulay-Paty est couronné par la Société académique de Nantes et de Loire-Atlantique, puis par l'Académie française en 1837 pour son ode L'arc de triomphe de l'Étoile.
Il a été bibliothécaire-adjoint au Ministère de l'Intérieur de 1860 à 1863.

## Extrait
Que j'aime mon vieux bourg, mon vieux bourg de Bretagne

Avec sa grève aride et sa rude campagne

Lui que la grande mer berçe de son bruit sourd

Et qu'endorment les vents. Je t'aime mon vieux bourg.
— Elie Mariaker

## Œuvres
- Élie Mariaker, Évariste Boulay-Paty, Paris, Henri Dupuy, 1834.
- La Chute des empires, ode, Paris, Ledentu, 1830.
- Odes nationales, Paris, Delaunay, 1830.
- Paris illustrations, album de gravures par les premiers artistes de France, avec des textes, pièces de vers, nouvelles, etc. par MM. Chateaubriand, P. Lebrun, Villemain, de l'Académie française, J. Janin, Boulay-Paty, Vivien, Madame Tastu, Madame Collet-Revoil [sic], etc., Paris : Pourrat frères éditeurs, 1839
- Poésies de la dernière saison, avec une notice par Eugène Lambert, Paris, Ambroise Bray, 1845.
- Sonnets, Paris, Henri Féret, 1851.
- La bataille de Navarin, Paris, 1828, Ladvocat et Delaunay

## Hommages

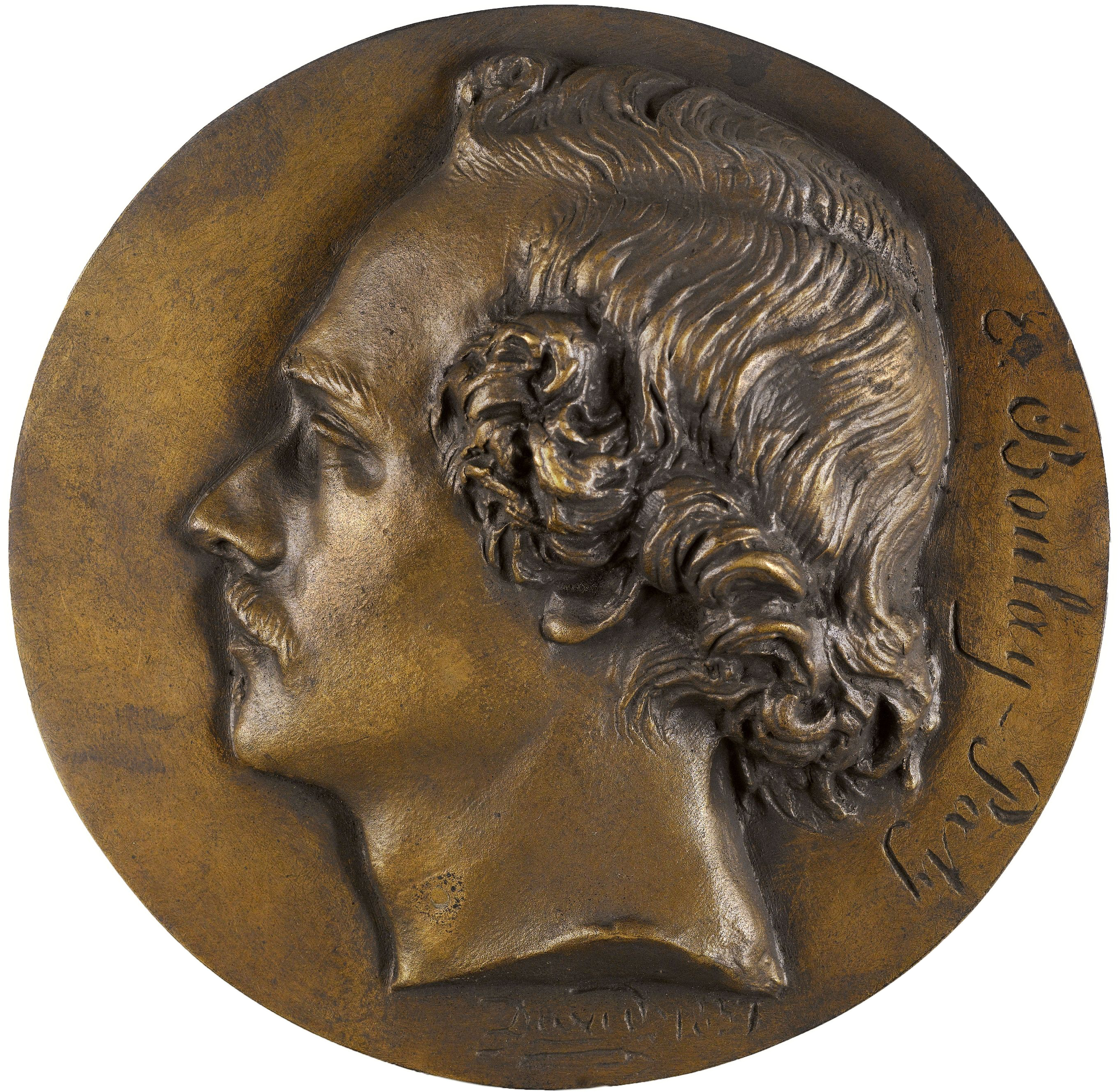
Médaillon par David d'Angers

Le boulevard Boulay-Paty lui rend hommage à Nantes, ainsi qu'une rue à Rennes et une à Donges.